# Pavement Cracks
«Pavement Cracks» —en español: «Grietas del pavimento»— es una canción de Annie Lennox, publicado únicamente como un sencillo promocional de su álbum Bare el 2 de junio de 2003.

## Vídeo musical
Se hizo un vídeo musical para el sencillo; permanece inédito pero se puede encontrar en YouTube.

## Lista de canciones
1. "Pavement Cracks" (Mac Quayle Extended Mix) - 6:30
2. "Pavement Cracks" (Goldtrix Club Mix) - 6:26
3. "Pavement Cracks" (The Scumfrog Club Mix) - 8:21
4. "Pavement Cracks" (Gabriel & Dresden Club Mix) - 9:56
5. "Pavement Cracks" (The Scumfrog Knob Dub) - 6:45
6. "Pavement Cracks" (Gabriel & Dresden Mixshow Edit) - 5:49

## Posición en las listas
| Lista                         | Posición |
| ----------------------------- | -------- |
| Billboard Hot Dance Club Play | 1        |
| Billboard Hot Singles Sales   | 17       |

## Personal

### Créditos y producción
- Mezclado por - Heff Moraes
- Productor - Stephen Lipson
- Escrito por - Annie Lennox